# Enko

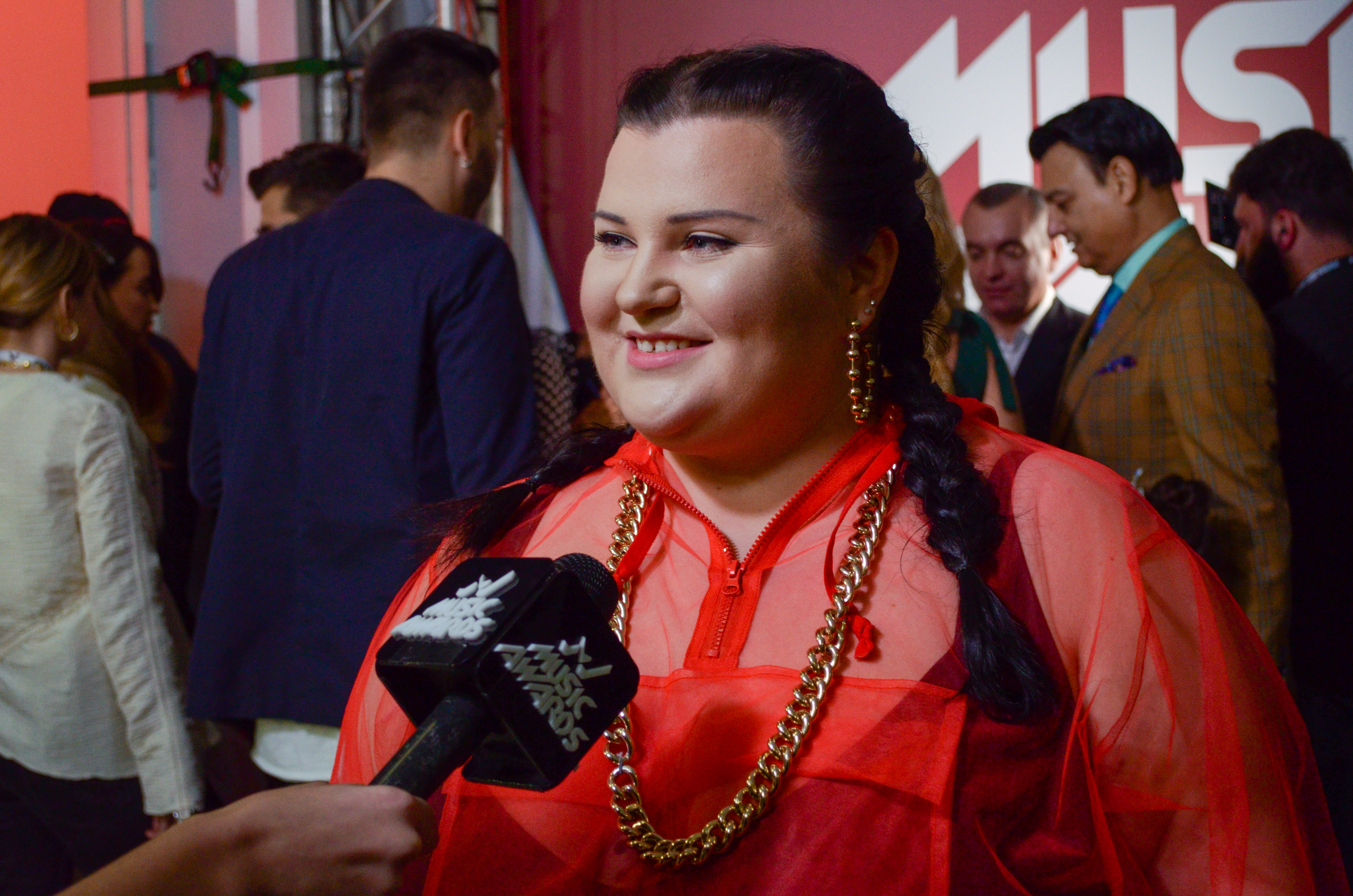
Alyona Alyona у 2019 році

Enko — український лейбл звукозапису, заснований у 2020 році реперкою Alyona Alyona та її саундпродюсером Іваном Клименком. Один з найбільших незалежних лейблів України. 
Назва походить від закінчень українських прізвищ «-енко» (у засновників прізвища "Савраненко" та "Клименко".

## Історія
На початку позиціонувався як реп-лейбл, ставлячи собі за мету популяризувати творчість українських музикантів-початківців. Упродовж тривалого часу компанія працювала як лейбл закритого типу в партнерстві з українськими співаками такими, як: alyona alyona, Kalush, Skofka та Kozak Siromaha. 

У 2023 році Enko змінив напрям діяльності та відкрив відділ дистрибуції:
[...] аби поширювати українську культуру та допомагати артистам розповсюджувати свою творчість.
Як підкреслювало українське медіа про нову українську культуру Лірум:
[Enko] займатиметься промоцією артистів, розширенням їх авдиторії, популяризацією треків на стримінгових майданчиках та знайомством початківців із музичною спільнотою України.
CEO Enko Катерина Дмитренко наголосила, що:
Перед запуском ENKO Distribution, ми дуже ретельно обирали партнера. Мали зустрічі з представниками всіх мейджор-лейблів та найбільших дистрибʼюторів. Прийшли до висновку, що саме партнерство з Universal нам підходить найбільше.

## Артисти лейблу

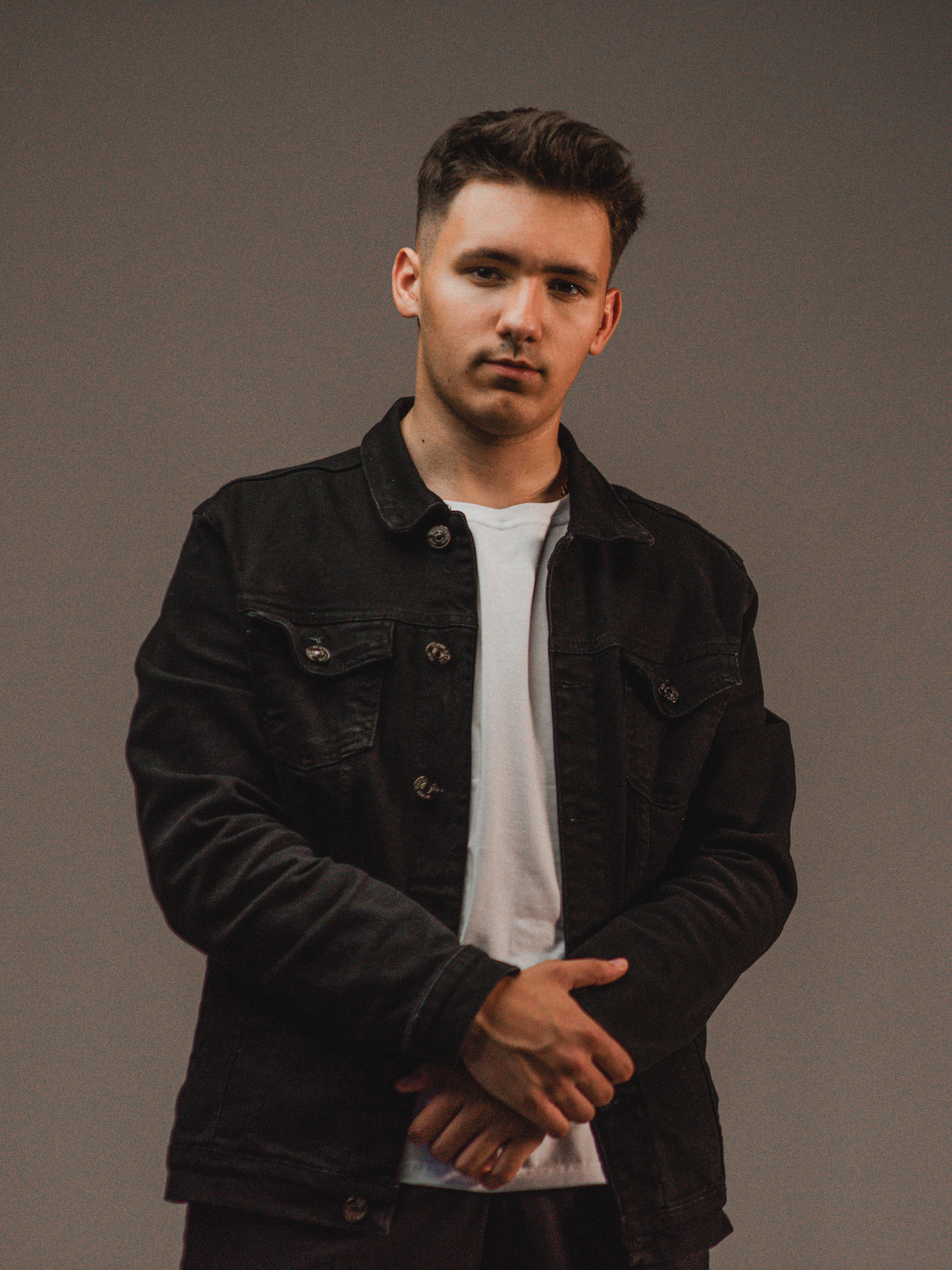
YAKTAK

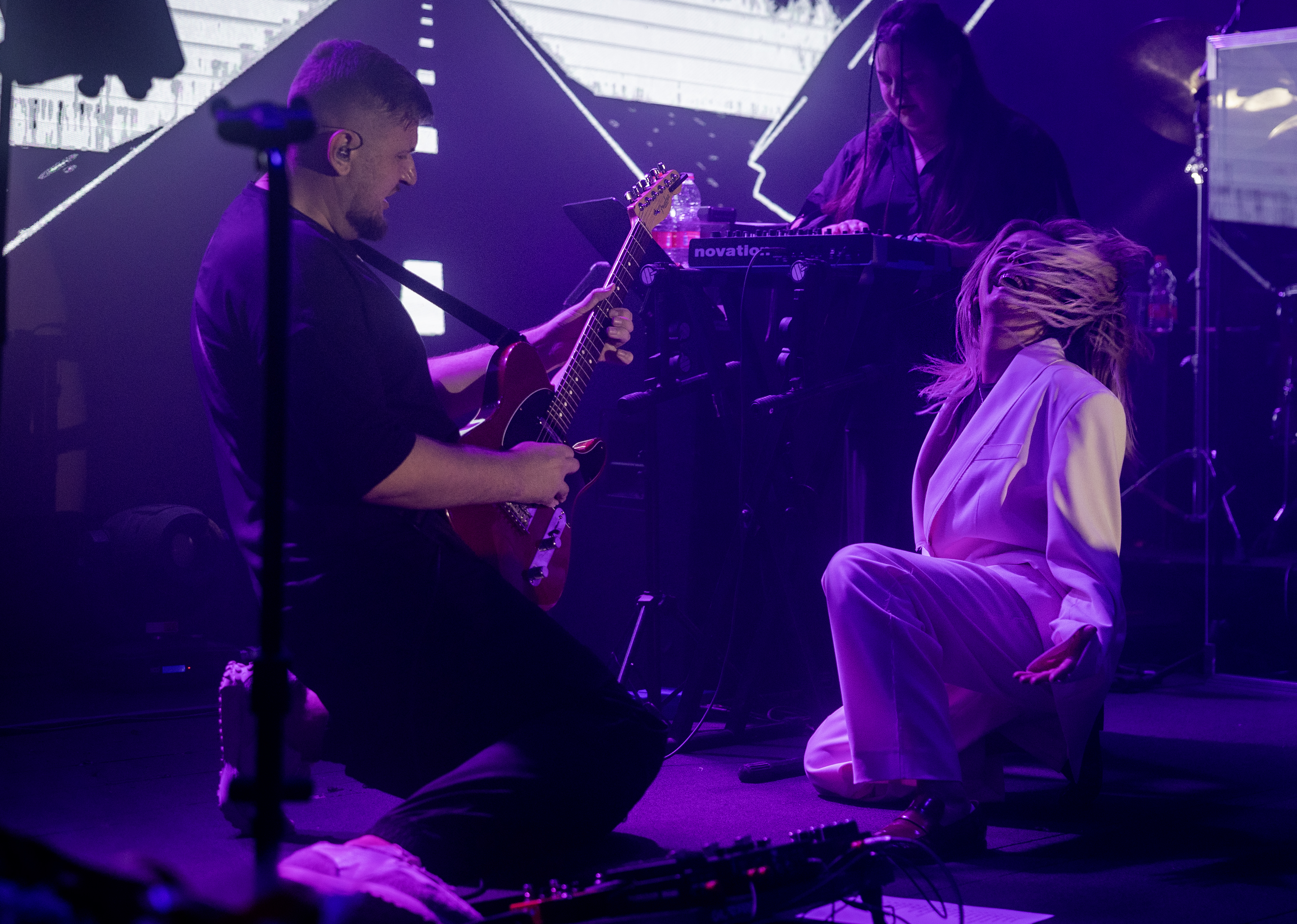
KOLA

- KOLA

- YAKTAK

- MamaRika
- FIЇNKA
- Balsam
- Golubenko
- NICHKA
- Шугар
- KRUTЬ

- Verloka

- DOVI
- Elarm
- Carpetman

### Колишні артисти
17 жовтня 2024 року Enko анонсував, що припиняє продюсерські договори з наступними артистами:
- alyona alyona (2020-2024)
- Kalush (2020-2024)
- Skofka (2020-2024)
- Kozak Siromaha (2020-2024)

Лейбл передав усі права на торгові марки, соціальні мережі та виконання треків артистам.

## Успіхи
Артисти лейблу досягнули значного успіху на міжнародній сцені, двічі представляючи Україну на Євробаченні.
У 2022 гурт Kalush Orchestra посів перше місце на Пісенному Конкурсі Євробачення 2022 в Італії, у 2024 році Alyona Alyona у дуеті з Jerry Heil посіли третє місце на Євробаченні 2024 у Швеції.

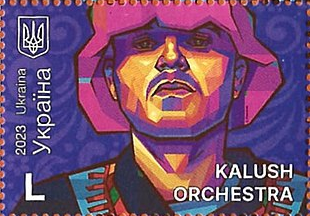
Марка присвячена перемозі Kalush Orchestra на Євробаченні 2022

## Напрямки діяльності
З 17 жовтня 2024 року напрямки діяльності лейблу Enko діляться на:
- Global Market — міжнародна співпраця з артистами (допомога в створенні пісень, позиціювання в соціальних мережах, просування через соціальні мережі, пошук і укладення угод з міжнародними лейблами-партнерами, дистрибуцією та паблішингом, з міжнародними рекламними агенціями)[9].«Одна із таких причин створення цього напрямку — це пізнання нового досвіду, пізнання нових знань, бо завжди якась нова область діяльності дарує нову хвилю натхнення. Пошук нових хвиль і натхнення також є однією з основних причин чому нам цікаво саме спробувати свої сили на міжнародному ринку», — Іван Клименко[9].
- Enko label — продукція, дистрибуція, реклама.
- Media Network — маркетинг, MontageHub (digital-продакшн для артистів та бізнесів. Від зйомки до монтажу музичних кліпів, Reels, подкастів тощо), ENKOllege (музичне ком’юніті, у якому артисти, лейбли, менеджери, піарники та музиканти навчаються за авторськими курсами від лідерів музичного ринку)[9].

## Фінансовий успіх
Згідно з даними Forbes.ua у 2021 році виторг лейблу склав 9,4 млн грн, наступного року дохід лейблу склав уже 35,3 млн грн. 